# Hans Krug von Nidda

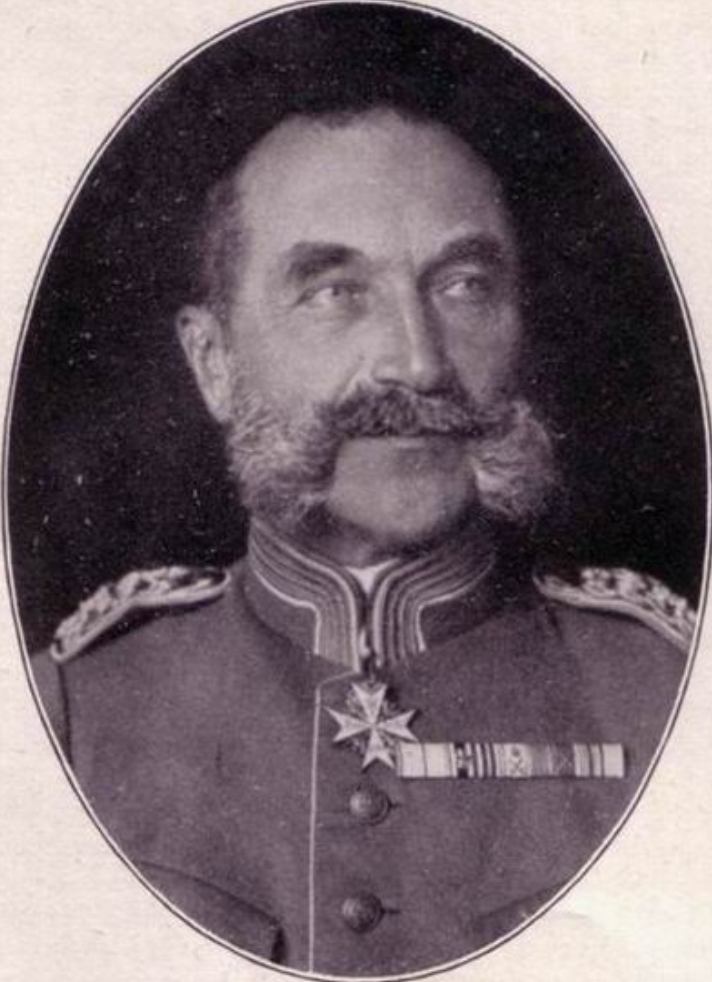
Hans Krug von Nidda

Hans Heinrich Ludwig Roland Krug von Nidda (* 14. Februar 1857 in Dresden; † 20. August 1922 in Gersdorf) war ein sächsischer General der Kavallerie im Ersten Weltkrieg.

## Leben

### Herkunft
Hans war der älteste Sohn des Generalleutnants und Generaladjutanten des sächsischen Königs Carl Krug von Nidda (1820–1880) und dessen Ehefrau Linna, geborene von Falkenstein (* 1832). Der spätere Politiker Friedrich Krug von Nidda und von Falkenstein war sein jüngerer Bruder.

### Militärkarriere

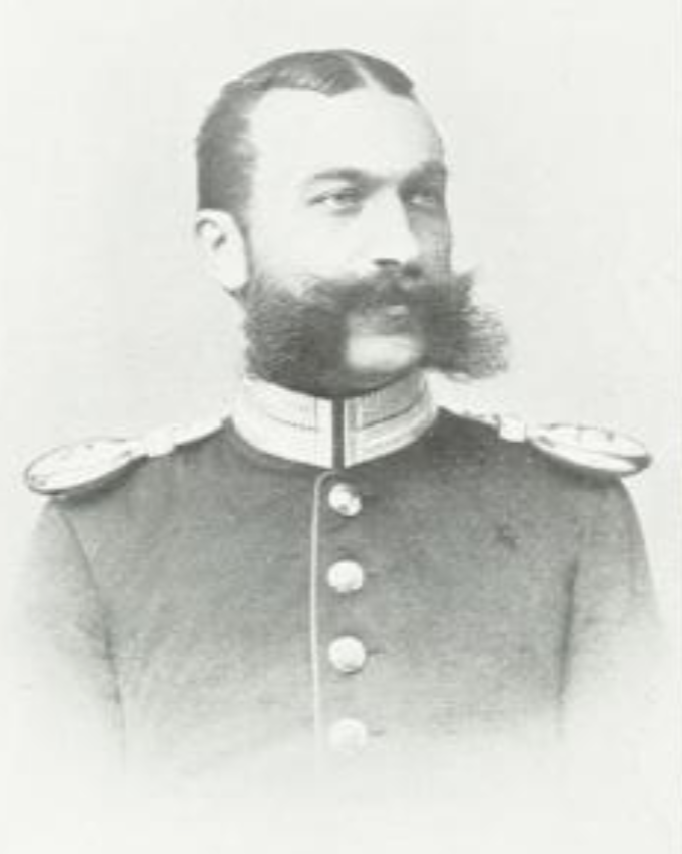
Hans Krug von Nidda als Generalstabsoffizier in jüngeren Jahren

Krug von Nidda trat am 20. März 1877 als Avantageur in das Garde-Reiter-Regiment (1. Schweres Regiment) der Sächsischen Armee ein. Vom 1. Oktober 1877 bis 30. Juli 1878 kommandierte man ihn zur Kriegsschule Neisse und vom 1. Oktober 1878 bis 30. Juni 1879 zur Militärreitanstalt Dresden. Zwischenzeitlich erfolgte am 20. November 1877 seine Ernennung zum Fähnrich sowie am 6. Oktober 1878 die Beförderung zum Sekondeleutnant. Als solcher versah Krug von Nidda ab 10. März 1883 Dienst als Regimentsadjutant. Als Premierleutnant (seit 20. Mai 1885) kommandierte man Krug von Nidda vom 1. Oktober 1887 bis 21. Juli 1890 an die Preußische Kriegsakademie. Anschließend versetzt man ihn unter gleichzeitiger Beförderung zum Rittmeister am 11. Dezember 1890 in den Generalstab des XII. (I. Königlich Sächsisches) Armee-Korps. Nach zwei Jahren folgte die Versetzung zur 2. Division Nr. 24, wo er ab 1. Oktober 1892 im Generalstab Verwendung fand.
Von seiner Tätigkeit dort wurde Krug von Nidda am 17. September 1893 entbunden und zum persönlichen Adjutant des Prinzen Georg von Sachsen ernannt. Diese Stellung behielt er dann bis zu seiner Versetzung am 12. September 1896 in das 1. Ulanen-Regiment Nr. 17, wo er bis zum 23. März 1898 als Eskadronchef fungierte. Anschließend kehrte Krug von Nidda unter gleichzeitiger Beförderung zum Major in den Generalstab des XII. Armee-Korps zurück. Nach sieben Monaten erhielt er die Kommandierung zur Dienstleistung in das Kriegsministerium. Krug zu Nidda wurde am 26. März 1899 à la suite des Generalstabs gestellt und zum sächsischen Militärbevollmächtigten in Berlin berufen. Für ein Jahr war er zugleich ab 1. Oktober 1900 auch außeretatmäßiges Mitglied des Reichsmilitärgerichts sowie Mitglied der Reichsrayonkommission.
Unter Belassung in seiner Stellung als Militärbevollmächtigter wurde Krug von Nidda am 22. März 1902 zum Flügeladjutant des sächsischen Königs ernannt und kurz darauf am 21. April zum Oberstleutnant befördert. Seine Tätigkeit in Berlin gab Krug von Nidda am 22. April 1904 auf und wurde unter Belassung in seiner Funktion als Flügeladjutant Kommandeur des Garde-Reiter-Regiments (1. Schweres Regiment) und als solcher am 28. Oktober 1904 zum Oberst befördert. Krug von Nidda übernahm dann am 21. September 1907 als Kommandeur die 3. Kavallerie-Brigade Nr. 32 und wurde am 1. Oktober 1907 von seiner Stellung als Flügeladjutant abberufen. Es folgten am 15. November 1908 die Beförderungen zum Generalmajor sowie am 11. Juli 1911 zum Generalleutnant. Als solcher wurde Krug von Nidda am 22. Juli 1911 zur Vertretung des beurlaubten Kommandeurs der 2. Division Nr. 24 nach Leipzig kommandiert und einige Monate später zum Divisionskommandeur ernannt.
Mit Ausbruch des Ersten Weltkriegs kam die Division im Verband mit dem XIX. (II. Königlich Sächsisches) Armee-Korps zunächst in Belgien an der Westfront zum Einsatz. Dort erfolgte am 10. September 1914 seine Beförderung zum General der Kavallerie. Anschließend beteiligte er sich an der Schlacht um Lille, die zum Fall der Festung und Stadt führte. Nach den darauf folgenden Kämpfen an der Lys begann der Stellungskrieg. Infolge schwerer Erkrankung wurde Krug von Nidda am 5. Mai 1916 von seinem Kommando entbunden und zu den Offizieren von der Armee überführt. Er reichte daraufhin sein Abschiedsgesuch ein und wurde am 19. Juni 1916 zur Disposition gestellt.
Nach seiner Gesundung wurde er am 16. Juli 1917 mit der Führung des XXVII. Reserve-Korps an der Ostfront beauftragt. Ihm unterstanden dabei die 24. Reserve-Division sowie die 53. Reserve-Division (3. Königlich Sächsische), mit denen er sich gegen die Russische Armee behaupten konnte. Am 8. September 1917 wurde Krug von Nidda reaktiviert und zum Kommandierenden General des XII. (I. Königlich Sächsisches) Armee-Korps in der Champagne ernannt. In dieser Stellung wurde er am 6. Mai 1918 à la suite des Garde-Reiter-Regiments gestellt sowie am 7. Oktober mit dem Orden pour le Mérite und am  14. Oktober 1918 mit dem Komturkreuz I. Klasse des Militär-St.-Heinrichs-Ordens ausgezeichnet. Nach dem Waffenstillstand führte Krug von Nidda die ihm unterstellten Truppen in die Heimat zurück, wurde nach der Demobilisierung in Dresden am 11. Juni 1919 erneut zur Disposition gestellt und am 21. Januar 1920 in den Ruhestand verabschiedet.

### Familie
Krug von Nidda hatte sich am 2. August 1884 in Bautzen mit Jutta-Maria Freiin von Salza und Lichtenau (* 1864), Ehrendame des Fräuleinstifts der preußischen Oberlausitz verheiratet. Aus der Ehe gingen folgende Kinder hervor:
- Karl Ludwig (Carl Ludwig) (* 1885), Assessor bei der Amtshauptmannschaft Meißen ⚭ Leonore Becker (* 1891)
- Jutta (* 1887) ⚭ Ferdinand von Abendroth, Herr auf Kössern
- Marie Luise (* 1891)
- Hans-Roland (1895–1968)

## Auszeichnungen
- Komtur II. Klasse des Sächsischen Verdienstordens[2]
- Komtur I. Klasse des Albrechts-Ordens[2]
- Sächsisches Dienstauszeichnungskreuz[2]
- Roter Adlerorden II. Klasse[2]
- Preußischer Kronenorden I. Klasse mit Brillanten[2]
- Bayerischer Militärverdienstorden III. Klasse[2]
- Großkreuz des Belgischen Kronenordens[2]
- Kreuz in Gold des Erlöser-Ordens[2]
- Orden des Heiligen Schatzes IV. Klasse[2]
- Orden der Eisernen Krone I. Klasse[2]
- Komtur des Franz-Joseph-Ordens mit Stern[2]
- Sankt-Stanislaus-Orden II. Klasse[2]
- Komtur II. Klasse des Schwertordens[2]
- Ehrenkreuz des Ordens der Württembergischen Krone[2]
- Großkreuz des Friedrichs-Ordens[2]
- Eisernes Kreuz (1914) II. und I. Klasse